# Peter Greene
Peter Greene, właściwie Peter Green (ur. 8 października 1965 w Montclair w New Jersey) – amerykański aktor i producent filmowy.

## Życiorys

### Wczesne lata
Urodził się w Montclair w New Jersey w irlandzkiej katolickiej rodzinie jako trzeci z trojga rodzeństwa, wychowywał się ze starszym bratem Johnem i starszą siostrą Mary Anne. Uczęszczał do szkoły średniej w Montclair w New Jersey, której nie ukończył. Uczył się aktorstwa w nowojorskim Lee Strasberg Theatre Institute.

### Kariera
Miał dwadzieścia pięć lat, gdy rozpoczął karierę aktorską w Nowym Jorku, występując w serialu NBC Hardball (1990) z Gail O’Grady. Debiutancka rola kinowa Jimmy’ego w dramacie Prawa grawitacji (Laws of Gravity, 1992) z Edie Falco przyniosła mu nominację do nagrody na festiwalu filmów niezależnych w stanie Kalifornia. Rok później zagrał główną postać schizofrenicznego Petera Wintera w surrealistycznym dramacie kryminalnym Gładko wygolony (Clean, shaven, 1993) oraz pojawił się w thrillerze Sądna noc (Judgment Night, 1993) u boku Emilio Esteveza, Cuby Goodinga Jr. i Stephena Dorffa.
W filmie kryminalnym Quentina Tarantino Pulp Fiction (1994) wcielił się w Zeda, seryjnego mordercę, który zgwałcił Marsellusa Wallace’a (Ving Rhames). W sensacyjnej komedii kryminalnej fantasy Maska (The Mask, 1994) z Jimem Carreyem i Cameron Diaz zagrał bezwzględnego gangstera Doriana Tyrella. Grał czarne charaktery w filmach: Podejrzani (The Usual Suspects, 1995) jako Redfoot, Liberator 2 (Under Siege 2: Dark Territory, 1995) w roli najemnika i Dzień próby (Training Day, 2001) jako skorumpowany oficer. Za rolę Marcusa Devlina w filmie Martwe psy kłamstwa (Dead Dogs Lie, 2001) otrzymał nagrodę Copper Wing na festiwalu filmowym w Phoenix w stanie Arizona. Natomiast za postać Stephena Tally w filmie Pod wpływem (Under the Influence, 2002) u boku Jima Metzlera odebrał nagrodę Feature Film na New York International Independent Film & Video Festival. W melodramacie A Pornstar Is Born (2011) z udziałem Marka Davisa, Rona Jeremy’ego, Herschela Savage i Kylie Ireland zagrał postać króla porno Rona Goldmana.

## Życie prywatne
Był żonaty z Elisabethą Nunez, zanim w roku 1984 doszło do separacji.

## Filmografia

### Filmy fabularne
- 1992: Prawa grawitacji (Laws of Gravity) jako Jimmy
- 1993: Gładko wygolony (Clean, shaven) jako Peter Winter
- 1993: Sądna noc (Judgment Night) jako Sykes
- 1994: Pulp Fiction jako Zed
- 1994: Maska (The Mask) jako Dorian Tyrell
- 1995: Podejrzani (The Usual Suspects) jako Redfoot
- 1995: Liberator 2 (Under Siege 2: Dark Territory) jako najemnik
- 1999: Diamentowa afera (Blue Streak) jako Deacon
- 2001: Dzień próby (Training Day) jako Jeff
- 2001: Terrorysta (Ticker) jako detektyw Artie Pluchinsky
- 2001: Sceny zbrodni (Scenes of the Crime) jako Rick
- 2001: Martwe psy kłamstwa (Dead Dogs Lie) jako Marcus Devlin
- 2002: Pod wpływem (Under the Influence) jako Stephen Tally
- 2006: Decydująca gra (End Game) jako Jack Baldwin
- 2007: Pięść wojownika (Fist of the Warrior) jako John Lowe
- 2010: Dorwać byłą (The Bounty Hunter) jako Mahler

### Seriale TV
- 1990: Hardball
- 2001: Prawo i porządek (Law & Order) jako Francis „Taz” Partell
- 2010: Justified: Bez przebaczenia jako Thomas Buckley
- 2012: Hawaii Five-0 jako Rick Peterson